# أخبار البطاطا (مسلسل)
أخبار البطاطا، برنامج كوميدي اجتماعي كويتي عرض على تلفزيون دولة الكويت والعرض الأول (1 أغسطس 2011 - 1 رمضان 1432 هـ).

## فريق الممثلين
منى شداد 

شعبان عباس 

داوود حسين 

نادية كرم 

ياسه 

خالد البريكي 

عماد العكاري 

أحمد الفرج 

فيصل بوغازي 

جمال الشطي 

محمد الحملي 

سلمى سالم 

خالد العجيرب 

صلاح حمد خليفة 

أحمد عبد الله الشمري 

فرحان العلي 

أحمد العونان 

إسماعيل سرور 

نواف القريشي 

فاطمة الصفي 

شذى سبت 

ميثم بدر 

سعاد سلمان 

حسين المهدي 

محمد الرمضان 

حسن إبراهيم سلطان 

بشار الشطي 

عبدالعزيز صفر 

تأليف بدر محارب وإخراج محمد مصيب نجم.